# Accadia
Accadia är en ort och kommun i provinsen Foggia i regionen Apulien i Italien. Kommunen hade 2 338 invånare (2017).